# Lijst van steden en gemeenten in Hessen

De Hessische gemeenten

De Duitse deelstaat Hessen bestaat uit 426 politiek zelfstandige steden en gemeenten (Stand: 21 februari 2013).
Deze zijn als volgt onderverdeeld:
- 191 steden, waaronder 
  - 5 kreisfreie steden,
  - 7 tot een kreis behorende gemeente met een uitzonderingspositie
- 235 overige gemeenten

## Steden
5 kreisfreie steden:
- Darmstadt
- Frankfurt am Main
- Kassel
- Offenbach am Main
- Wiesbaden, hoofdstad

7 tot een kreis behorende gemeente met een uitzonderingspositie:
- Bad Homburg v. d. Höhe
- Fulda
- Gießen
- Hanau
- Marburg
- Rüsselsheim
- Wetzlar

## Steden en gemeenten
Alle politiek zelfstandige gemeenten (steden zijn vetgedrukt):

## A
| - Aarbergen - Abtsteinach - Ahnatal - Alheim - Allendorf (Eder) | - Allendorf (Lumda) - Alsbach-Hähnlein - Alsfeld - Altenstadt | - Amöneburg - Angelburg - Antrifttal - Aßlar |

## B
| - Babenhausen - Bad Arolsen - Bad Camberg - Bad Emstal - Bad Endbach - Bad Hersfeld - Bad Homburg v. d. Höhe - Bad Karlshafen - Bad König - Bad Nauheim - Bad Orb - Bad Salzschlirf - Bad Schwalbach - Bad Soden am Taunus - Bad Soden-Salmünster - Bad Sooden-Allendorf - Bad Vilbel - Bad Wildungen - Bad Zwesten | - Battenberg (Eder) - Baunatal - Bebra - Beerfelden - Bensheim - Berkatal - Beselich - Biblis - Bickenbach - Biebertal - Biebesheim am Rhein - Biebergemünd - Biedenkopf - Birkenau - Birstein - Bischoffen - Bischofsheim - Borken (Hessen) - Brachttal | - Braunfels - Brechen - Breidenbach - Breitenbach a. Herzberg - Breitscheid - Brensbach - Breuberg - Breuna - Brombachtal - Bromskirchen - Bruchköbel - Büdingen - Bürstadt - Büttelborn - Burghaun - Burgwald - Buseck - Butzbach |

## C
| - Calden | - Cölbe | - Cornberg |

## D
| - Dautphetal - Darmstadt - Dieburg - Diemelsee | - Diemelstadt - Dietzenbach - Dietzhölztal - Dipperz | - Dillenburg - Dornburg - Dreieich - Driedorf |

## E
| - Ebersburg - Ebsdorfergrund - Echzell - Edermünde - Edertal - Egelsbach - Ehrenberg (Rhön) - Eichenzell | - Ehringshausen - Einhausen - Eiterfeld - Elbtal - Eltville am Rhein - Elz - Eppertshausen - Eppstein | - Erbach - Erlensee - Erzhausen - Eschborn - Eschenburg - Eschwege - Espenau |

## F
| - Feldatal - Felsberg - Fernwald - Fischbachtal - Flieden - Flörsbachtal - Flörsheim am Main - Florstadt | - Fränkisch-Crumbach - Frankenau - Frankenberg (Eder) - Frankfurt am Main - Freiensteinau - Freigericht - Friedberg (Hessen) - Friedewald | - Friedrichsdorf - Frielendorf - Fritzlar - Fronhausen - Fulda - Fuldabrück - Fuldatal - Fürth |

## G
| - Gedern - Geisenheim - Gelnhausen - Gemünden (Felda) - Gemünden (Wohra) - Gernsheim - Gersfeld (Rhön) - Gießen - Gilserberg - Ginsheim-Gustavsburg - Gladenbach | - Glauburg - Glashütten - Gorxheimertal - Grävenwiesbach - Grasellenbach - Grebenau - Grebenhain - Grebenstein - Greifenstein - Griesheim - Großalmerode | - Groß-Bieberau - Großenlüder - Groß-Gerau - Großkrotzenburg - Groß-Rohrheim - Groß-Umstadt - Groß-Zimmern - Grünberg - Gründau - Gudensberg - Guxhagen |

## H
| - Habichtswald - Hadamar - Haiger - Haina (Kloster) - Hainburg - Hammersbach - Hanau - Hasselroth - Hattersheim am Main - Hatzfeld (Eder) - Hauneck - Haunetal - Heidenrod - Helsa | - Heppenheim (Bergstraße) - Herborn - Herbstein - Heringen (Werra) - Herleshausen - Hesseneck - Hessisch Lichtenau - Heuchelheim - Heusenstamm - Hilders - Hirschhorn (Neckar) - Hirzenhain - Hochheim am Main - Höchst i. Odw. | - Hofbieber - Hofgeismar - Hofheim am Taunus - Hohenahr - Hohenroda - Hohenstein - Homberg (Efze) - Homberg (Ohm) - Hosenfeld - Hünfeld - Hünfelden - Hünstetten - Hüttenberg - Hungen |

## I
| - Idstein | - Immenhausen |

## J
| - Jesberg | - Jossgrund |

## K
| - Kalbach - Karben - Kassel - Kaufungen - Kefenrod - Kelkheim (Taunus) | - Kelsterbach - Kiedrich - Kirchhain - Kirchheim - Kirtorf - Knüllwald | - Königstein im Taunus - Körle - Korbach - Kriftel - Kronberg im Taunus - Künzell |

## L
| - Lahnau - Lahntal - Lampertheim - Langen (Hessen) - Langenselbold - Langgöns - Laubach - Lauterbach (Hessen) - Lautertal (Odenwald) - Lautertal (Vogelsberg) | - Leun - Lich - Lichtenfels - Liebenau - Liederbach am Taunus - Limburg a. d. Lahn - Limeshain - Linden - Lindenfels | - Linsengericht - Löhnberg - Lohfelden - Lohra - Lollar - Lorch - Lorsch - Ludwigsau - Lützelbach |

## M
| - Mainhausen - Maintal - Malsfeld - Marburg - Meinhard - Meißner - Melsungen - Mengerskirchen | - Merenberg - Messel - Michelstadt - Mittenaar - Mörfelden-Walldorf - Mörlenbach - Modautal - Morschen | - Mossautal - Mücke - Mühlheim am Main - Mühltal - Münchhausen - Münster - Münzenberg |

## N
| - Nauheim - Naumburg - Neckarsteinach - Nentershausen - Neu-Anspach - Neuberg - Neu-Eichenberg - Neuenstein | - Neuental - Neuhof - Neu-Isenburg - Neukirchen - Neustadt (Hessen) - Nidda - Niddatal - Nidderau | - Niedenstein - Niederaula - Niederdorfelden - Niedernhausen - Nieste - Niestetal - Nüsttal |

## O
| - Oberaula - Ober-Mörlen - Ober-Ramstadt - Obertshausen | - Oberursel (Taunus) - Oberweser - Oestrich-Winkel - Offenbach am Main | - Otzberg - Ortenberg - Ottrau |

## P
| - Petersberg - Philippsthal (Werra) | - Pfungstadt - Pohlheim | - Poppenhausen (Wasserkuppe) |

## R
| - Rabenau - Ranstadt - Rasdorf - Raunheim - Rauschenberg - Reichelsheim (Odenwald) - Reichelsheim (Wetterau) - Reinhardshagen - Reinheim - Reiskirchen | - Riedstadt - Rimbach - Ringgau - Rockenberg - Rodenbach - Rodgau - Rödermark - Romrod - Ronneburg | - Ronshausen - Rosbach v.d. Höhe - Rosenthal - Roßdorf - Rotenburg a.d. Fulda - Rothenberg - Rüdesheim am Rhein - Runkel - Rüsselsheim |

## S
| - Schaafheim - Schauenburg - Schenklengsfeld - Schlangenbad - Schlitz - Schlüchtern - Schmitten - Schöffengrund - Schöneck - Schotten - Schrecksbach | - Schwalbach am Taunus - Schwalmstadt - Schwalmtal - Schwarzenborn - Seeheim-Jugenheim - Seligenstadt - Selters (Taunus) - Sensbachtal - Siegbach - Sinn - Sinntal | - Söhrewald - Solms - Sontra - Spangenberg - Stadtallendorf - Staufenberg - Steffenberg - Steinau an der Straße - Steinbach (Taunus) - Stockstadt am Rhein - Sulzbach (Taunus) |

## T
| - Tann (Rhön) - Taunusstein | - Trebur - Trendelburg | - Twistetal |

## U
| - Ulrichstein | - Usingen |

## V
| - Viernheim - Vellmar | - Villmar - Vöhl | - Volkmarsen |

## W
| - Wabern - Wächtersbach - Wahlsburg - Waldbrunn (Westerwald) - Waldeck - Waldems - Waldkappel - Wald-Michelbach - Waldsolms - Walluf - Wanfried | - Wartenberg - Wehretal - Wehrheim - Weilburg - Weilmünster, Marktflecken - Weilrod - Weimar (Lahn) - Weinbach - Weißenborn - Weiterstadt - Wettenberg | - Wetter (Hessen) - Wetzlar - Wiesbaden - Wildeck - Willingen (Upland) - Willingshausen - Witzenhausen - Wölfersheim - Wöllstadt - Wohratal - Wolfhagen |

## Z
| - Zierenberg | - Zwingenberg |

## Gemeentevrije gebieden
1. Gutsbezirk Kaufunger Wald, (ca. 5032 ha), Werra-Meißner-Kreis
2. Gutsbezirk Reinhardswald, (ca. 18258 ha), Landkreis Kassel
3. Gutsbezirk Spessart, (ca. 8930 ha), Main-Kinzig-Kreis
4. Michelbuch, (ca. 485 ha), Kreis Bergstraße